# Hôpital de Luxeuil-les-Bains
Ne doit pas être confondu avec Hôpital de Grammont.
L'hôpital de Luxeuil-les-Bains (anciennement dit hôpital Grammont) est un établissement de santé de proximité, regroupant des services médecine polyvalente, de gériatrie et de soin de suite. Un EHPAD est ajouté en 1970.
Il est implanté à Luxeuil-les-Bains en Haute-Saône et fondé par Ferdinand de Grammont. Le bâtiment originel surnommé le « château » est construit dans un style néo-Louis XIII, il ouvre en 1882. L'hôpital connaît des extensions en 1934, 1957 et 2007. En 2002, l'établissement intègre le groupe hospitalier de la Haute-Saône dont le site principal est implanté à Vesoul.

## Localisation
L'hôpital est situé à proximité des thermes, au nord du centre-ville de la commune de Luxeuil-les-Bains, dans le département français de la Haute-Saône et la région Bourgogne-Franche-Comté.

## Histoire

### Anciens hospices
Plusieurs hospices existent à Luxeuil-les-Bains avant la Révolution française, notamment celui fondé par l'abbé Guillaume de Busseuil en 1409 qui serait situé à l'extérieur des remparts.

### Hôpital Grammont
Plusieurs projets de création d'un nouvel hospice existent entre 1831 et 1846. Ferdinand de Grammont, homme politique né au château de Villersexel, achète une maison à Luxeuil-les-Bains, il acquiert un terrain supplémentaire, situé plus au nord, afin d'y créer un hôpital. En 1867, les fondations du bâtiment sont bénies par le cardinal Césaire Mathieu, archevêque de Besançon.
Napoléon III visite le chantier en 1868, pour apporter son soutien à Ferdinand de Grammont en vue des élections législatives françaises de 1869.

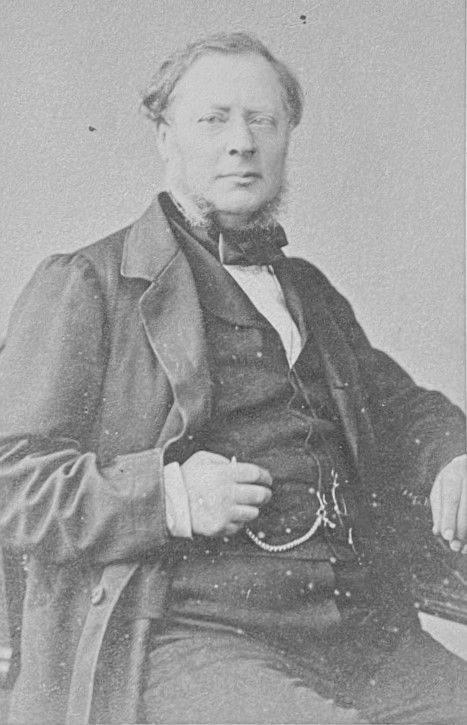
Ferdinand de Grammont.
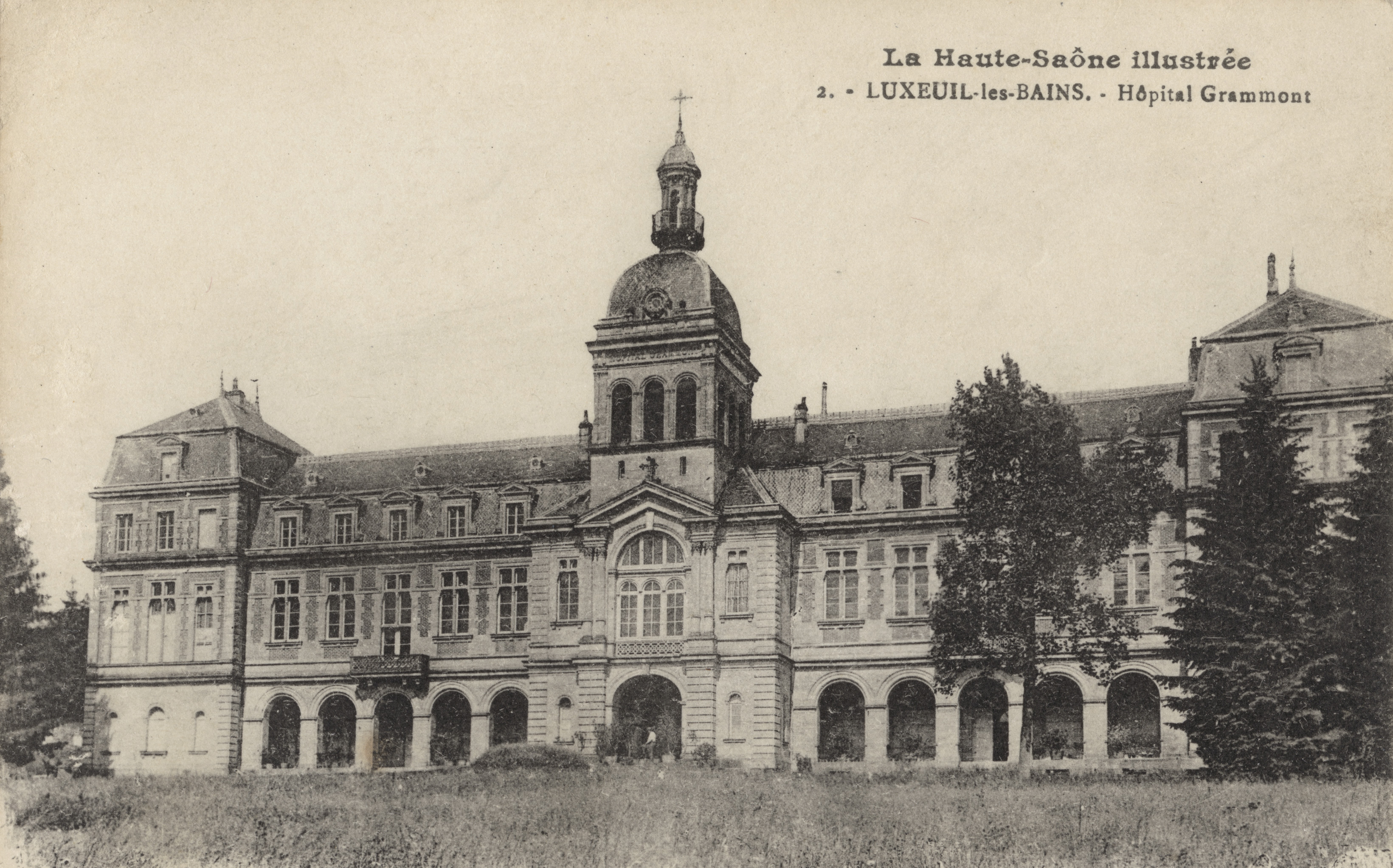
L'hôpital au début du XXe siècle.
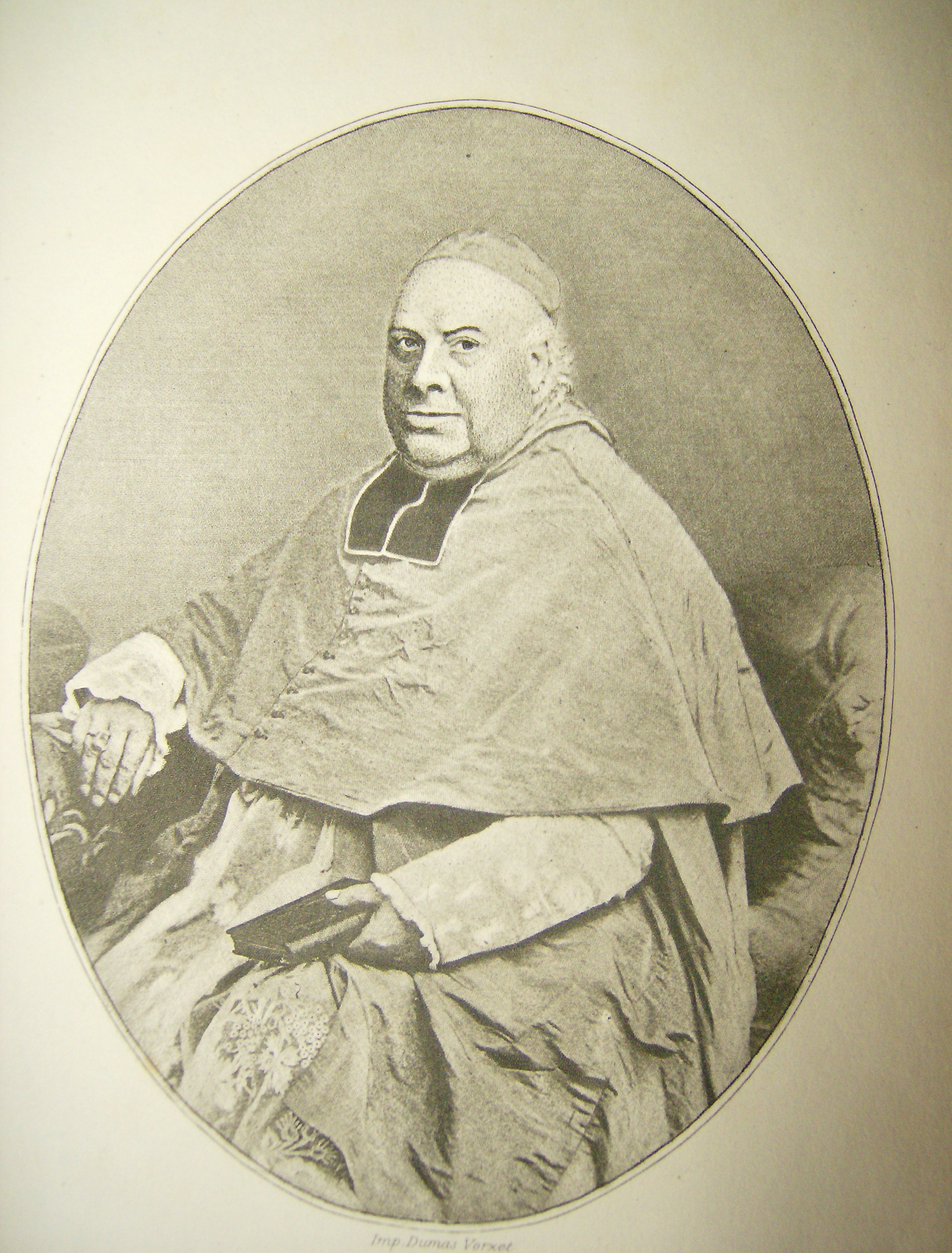
Césaire Mathieu.

Les plans sont réalisés par l'architecte Félix-Hercule Grandmougin dans un style néo-Louis XIII et les travaux sont réalisés par l'entrepreneur Renaud. Les fondations sont achevées en 1870, le gros-œuvre en 1873. Ferdinand de Grammont qui a dépensé 300 000 francs offre l'hôpital inachevé à la ville de Luxeuil-les-Bains. Celle-ci s'engage en 1876 à confier la gestion de l'hôpital aux sœurs hospitalières de Besançon et à recevoir tous les malades indigents du canton,.
Édifié en pierres ponctuellement ornées de briques, le bâtiment possède une toiture couverte d'ardoise. La façade principale et composée de trois avant-corps reliés par des galeries dont les ouvertures formes des arcades. En 1877, sa capacité de 100 lits est jugée excessive par rapport à la population. Un projet prévoit alors la création d'un service dédié aux militaires souffrant d'anémie par le Docteur Champouillon, médecin militaire mais aussi d'accueillir en pension des baigneurs fréquentant l'établissement thermal de Luxeuil-les-Bains, notamment ceux souffrant de « cachexie coloniale ». L'hôpital ouvre finalement ses portes en 1882, une fois les travaux définitivement achevés.

Le château, la partie originelle de l'hôpital.
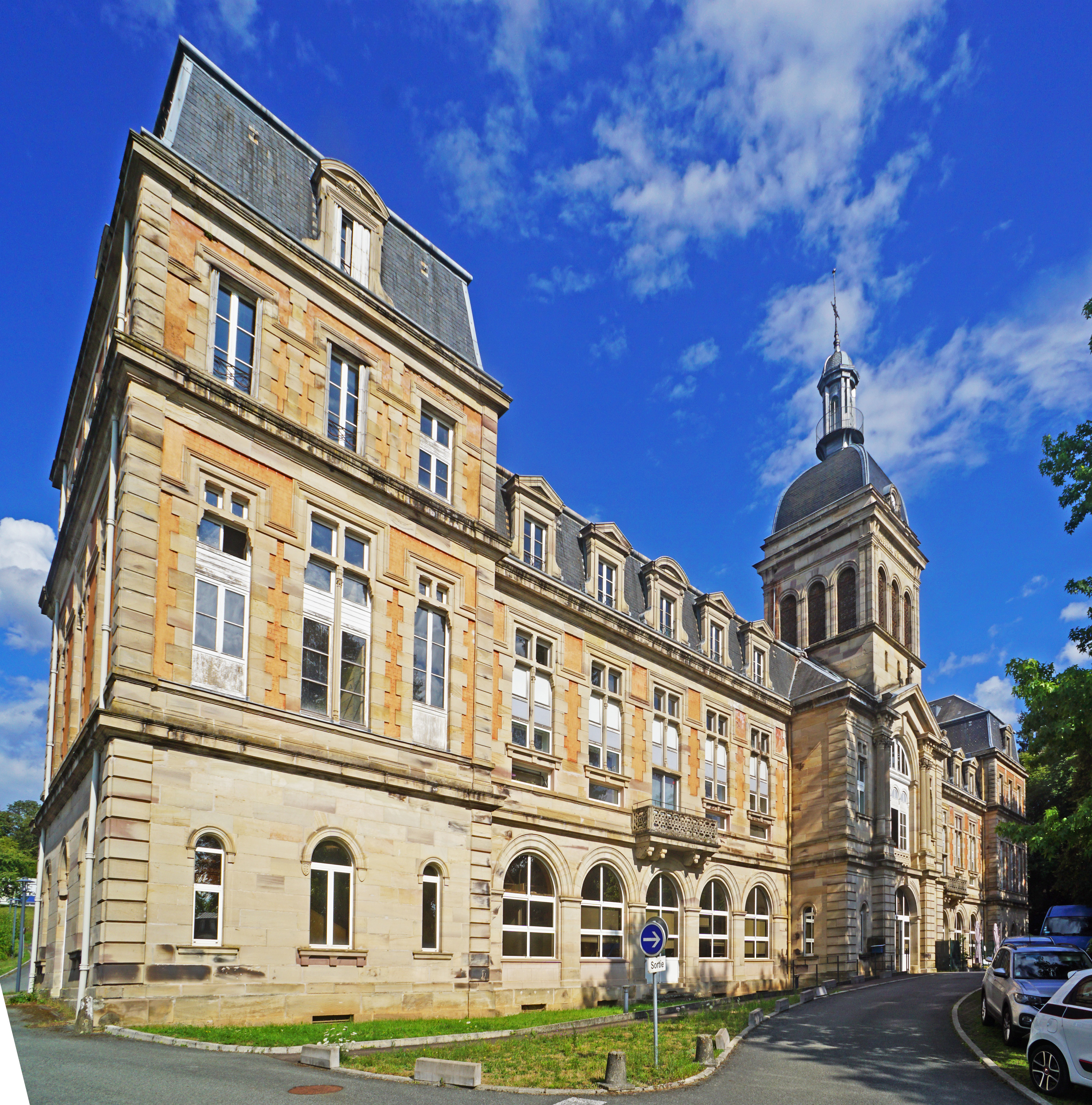
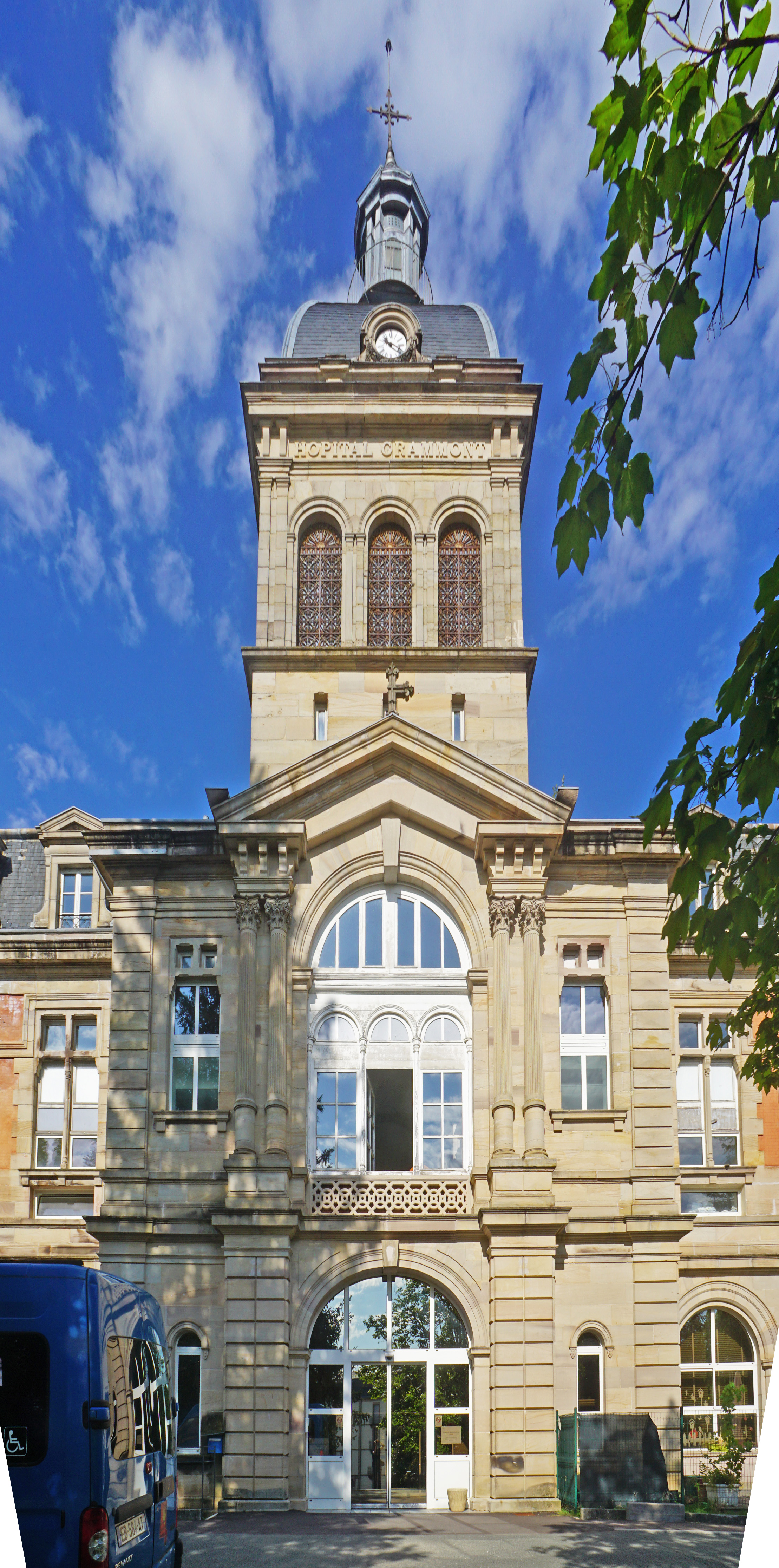
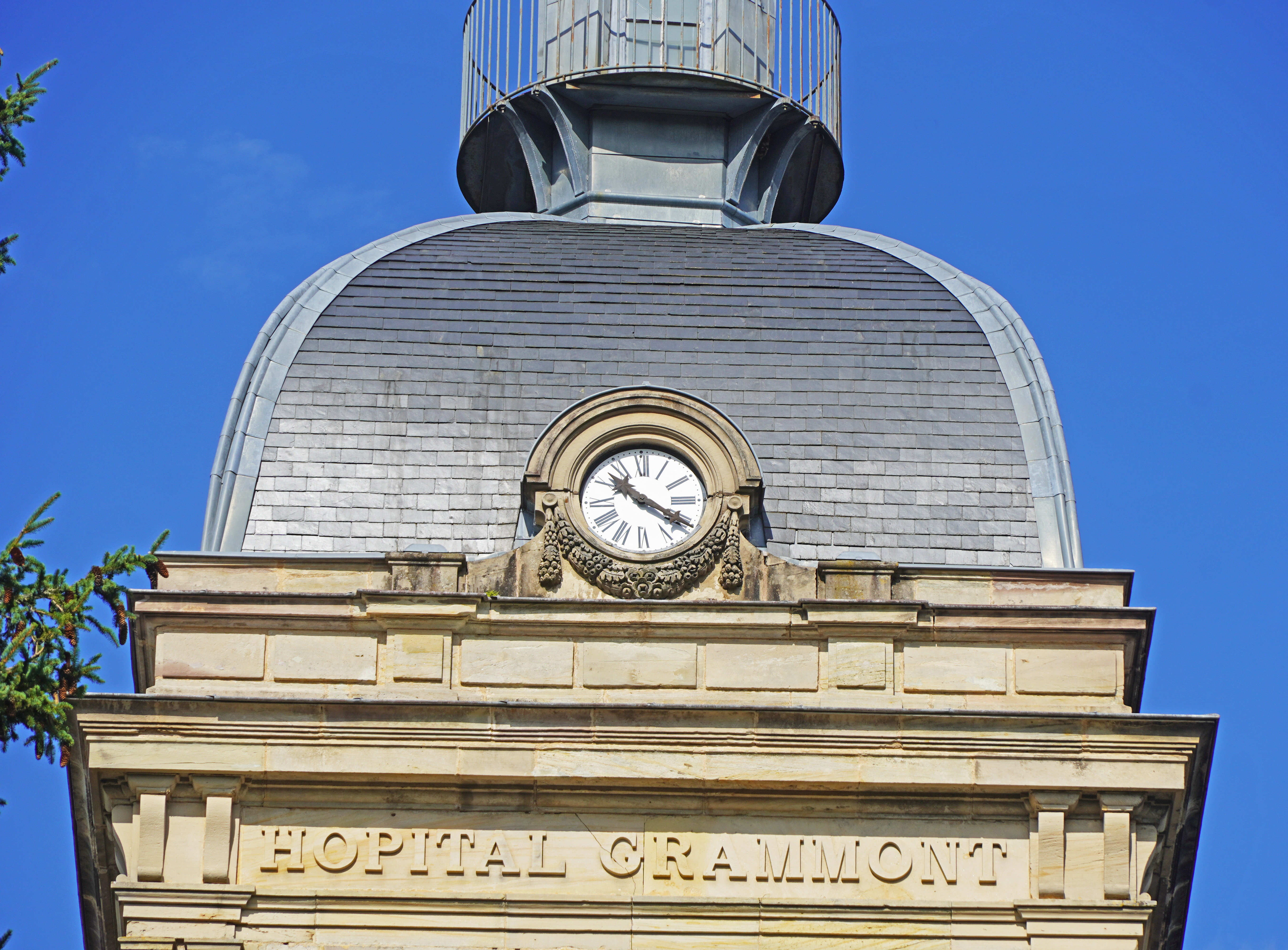
« hôpital Grammont ».

En 1896, les soins sont assurés par les Petites Sœurs Servantes des pauvres. Les malades indigents de la commune sont hébergés gratuitement, les autres doivent payer 2 francs par jour. La capacité d'accueille est alors de 30 lits.
Lors de la Première Guerre mondiale, les soldats blessés dans les Vosges nécessitant une opération chirurgicale importante sont envoyés à l'hôpital de Luxeuil qui équipé de salles adaptées, que ne possède pas l'hôpital du Val-d'Ajol où la majorité des blessés sont envoyés.
Avec le soutien d'André Maroselli, un pavillon est ajouté à l'arrière du « château » en 1934 et l'hôpital connait une importante modernisation avec des salles de consultation et des salles d'opération dotées de matériel « les plus perfectionnés ». Il dispose alors d'une maternité et de chambres individuelles,.
Une longue aile type hôpital-bloc est construite en béton, en 1957, de nouveau à l'arrière. En 1960, la modernisation de l'ancien « château » conduit à la suppression des deux grandes salles communes désormais subdivisés en plusieurs pièces. Une maison de retraite est construite en 1970 au fond du parc, devenu établissement d'hébergement pour personnes âgées dépendantes (EHPAD).

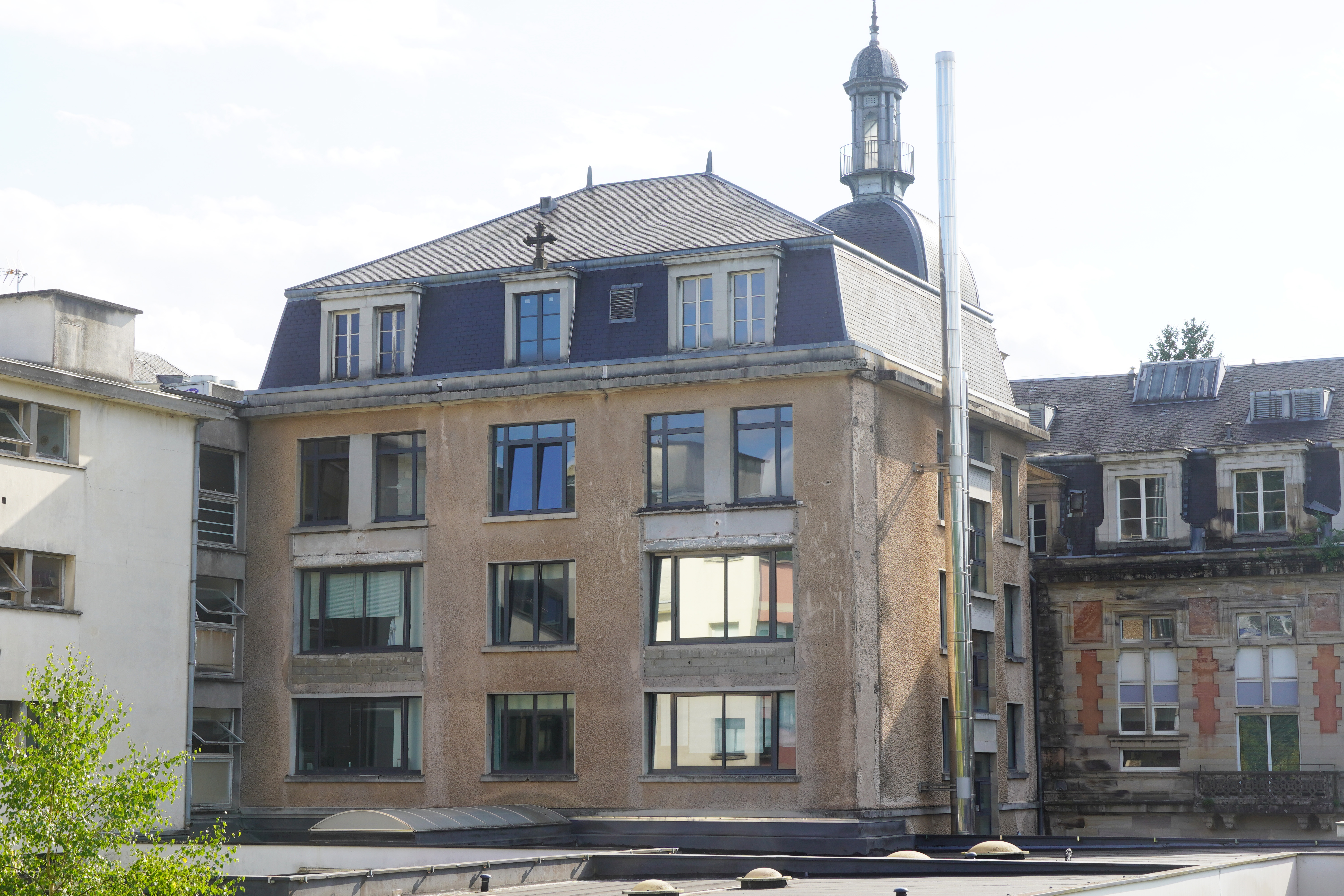
Le pavillon de 1934.
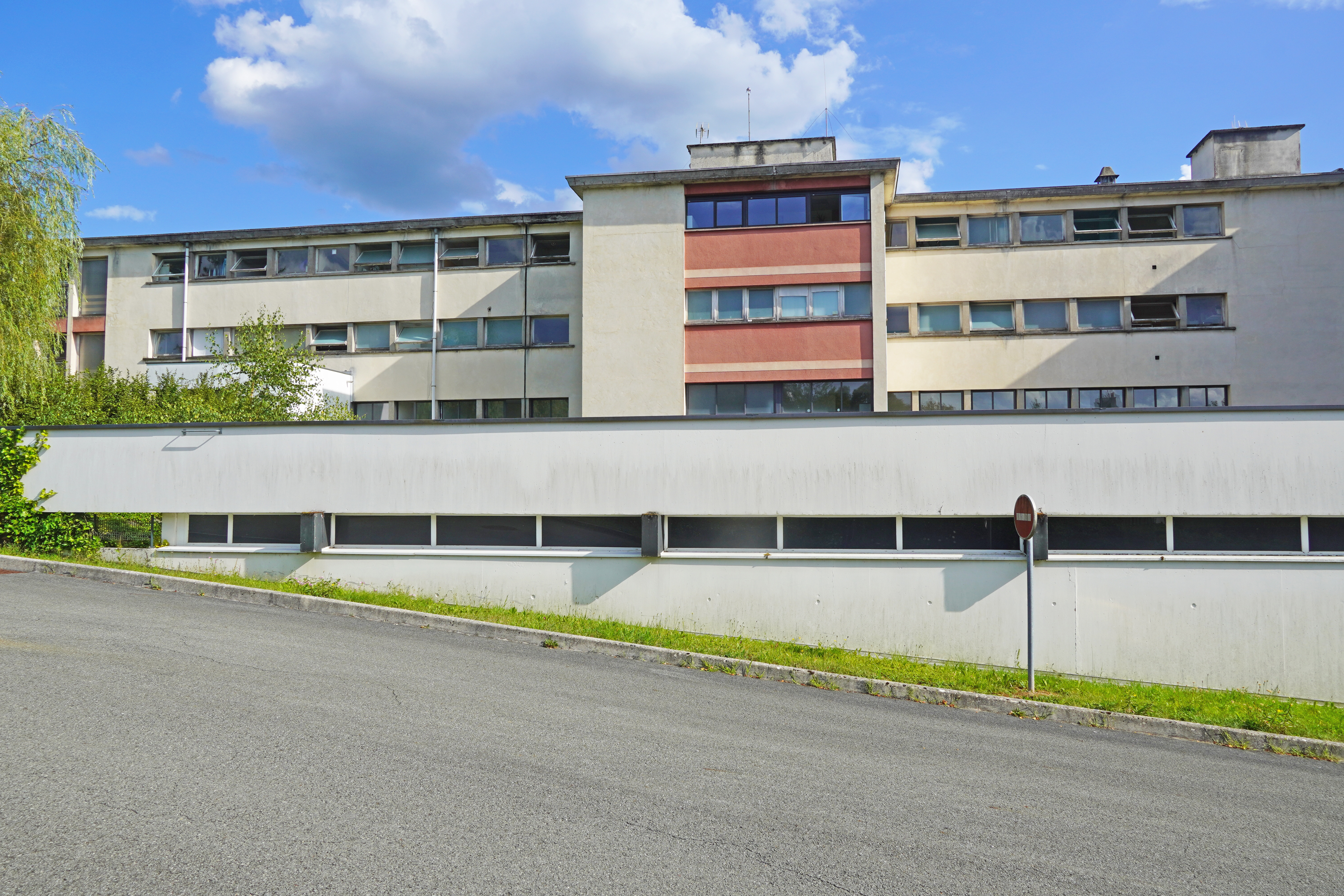
Le bâtiment de 1957.
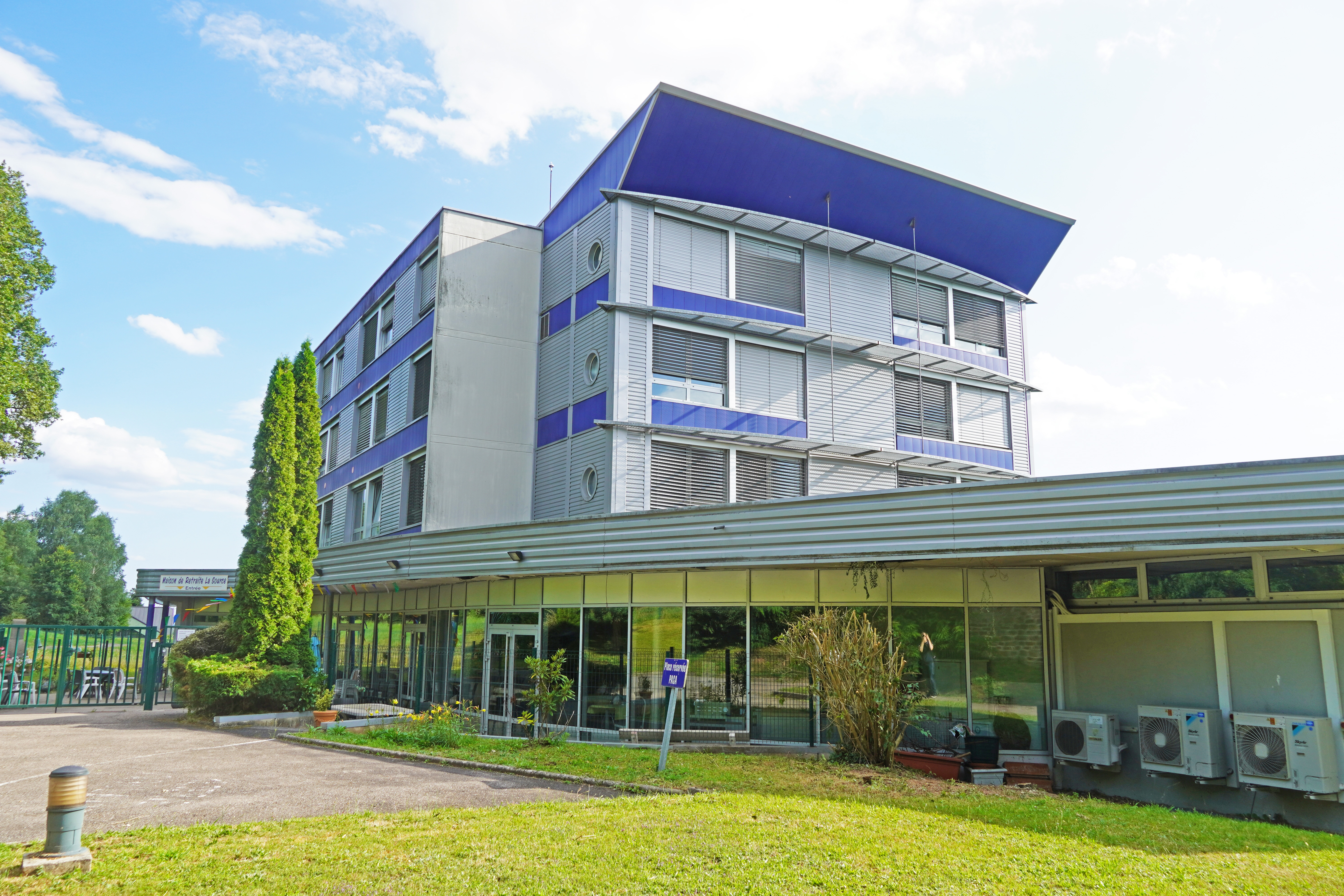
L'EHPAD de 1970.

Carte de l'hôpital de Luxeuil-les-Bains avec les aménagements successifs.

En 2002, l'hôpital de Luxeuil-les-Bains intègre le Groupe hospitalier de la Haute-Saône avec celui de Lure et l'hôpital Paul-Morel de Vesoul, qui devient le site principal. Les services sont répartis entre les trois sites, Lure et Luxeuil sont maintenus comme des hôpitaux de proximité (essentiellement destinés aux soins de suite, à la rééducation et aux longs séjours), tandis que Vesoul conserve le site principal avec de la chirurgie et de nombreuses spécialités. Le nouveau centre hospitalier de Vesoul ouvre en 2009 pour mieux accueillir les patients des trois secteurs.
L'hôpital de Luxeuil est modernisé et agrandi en 2007 pour mieux accueillir les urgences et un service d'imagerie médicale.

## Spécialités
L'hôpital de Luxeuil-les-Bains possède un service de médecine polyvalente et un service de soins de suite et de réadaptation à orientation post-oncologie. En 2023, il est décidé d'ouvrir un hôpital de jour et un service de gériatrie.

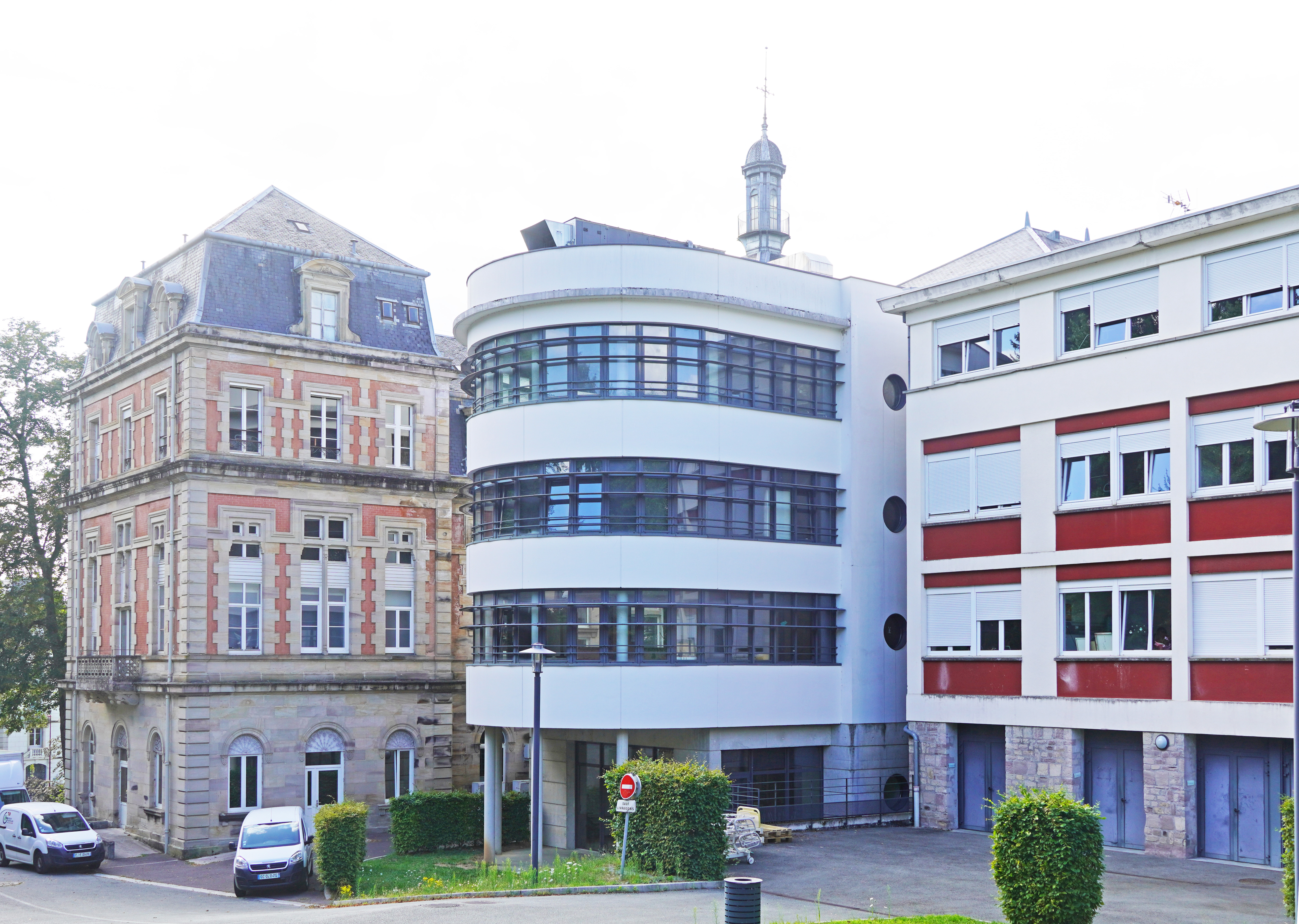
Trois architectures et périodes différentes.
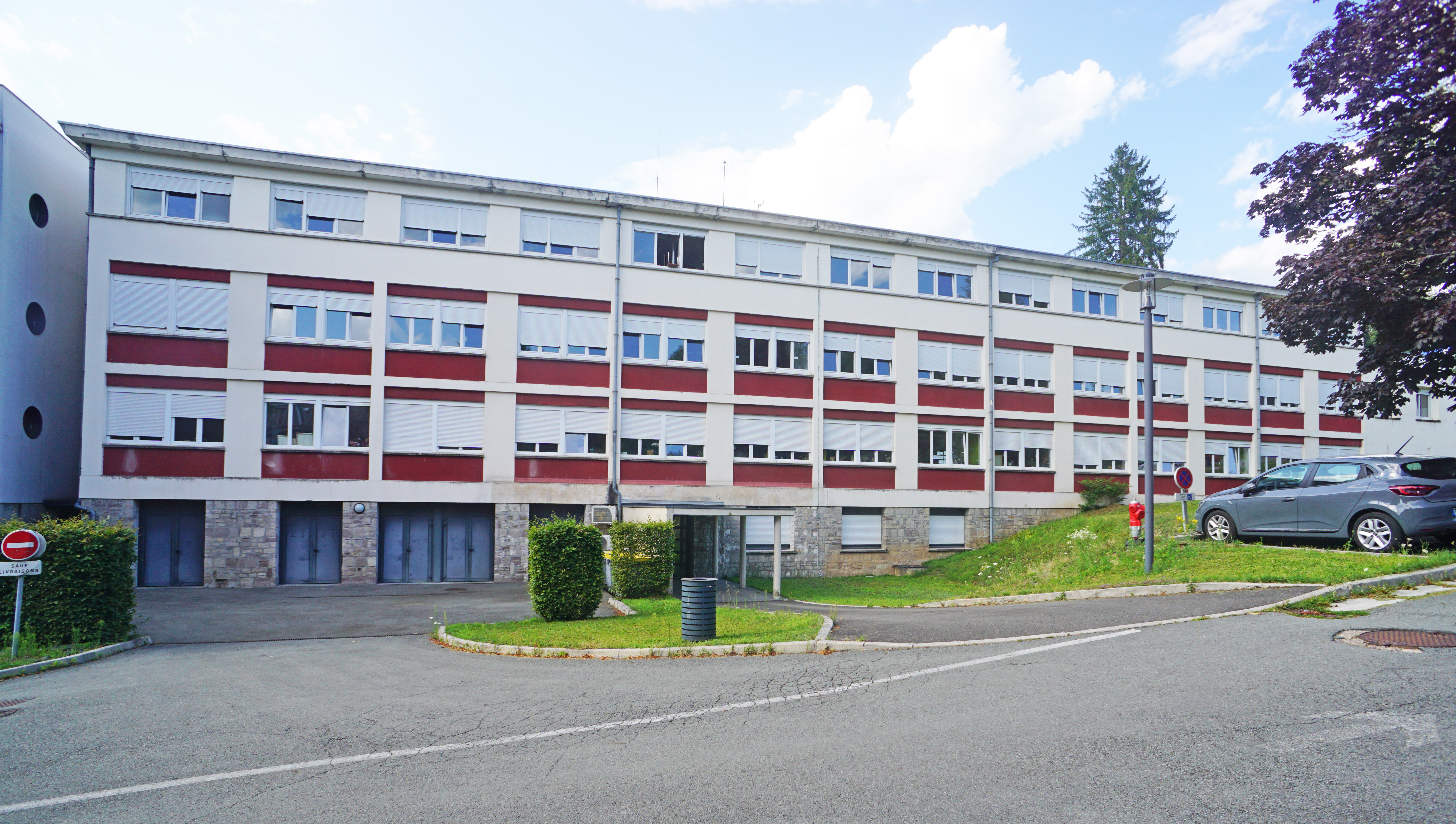
Le bâtiment de 1957, accueille la plupart des services.
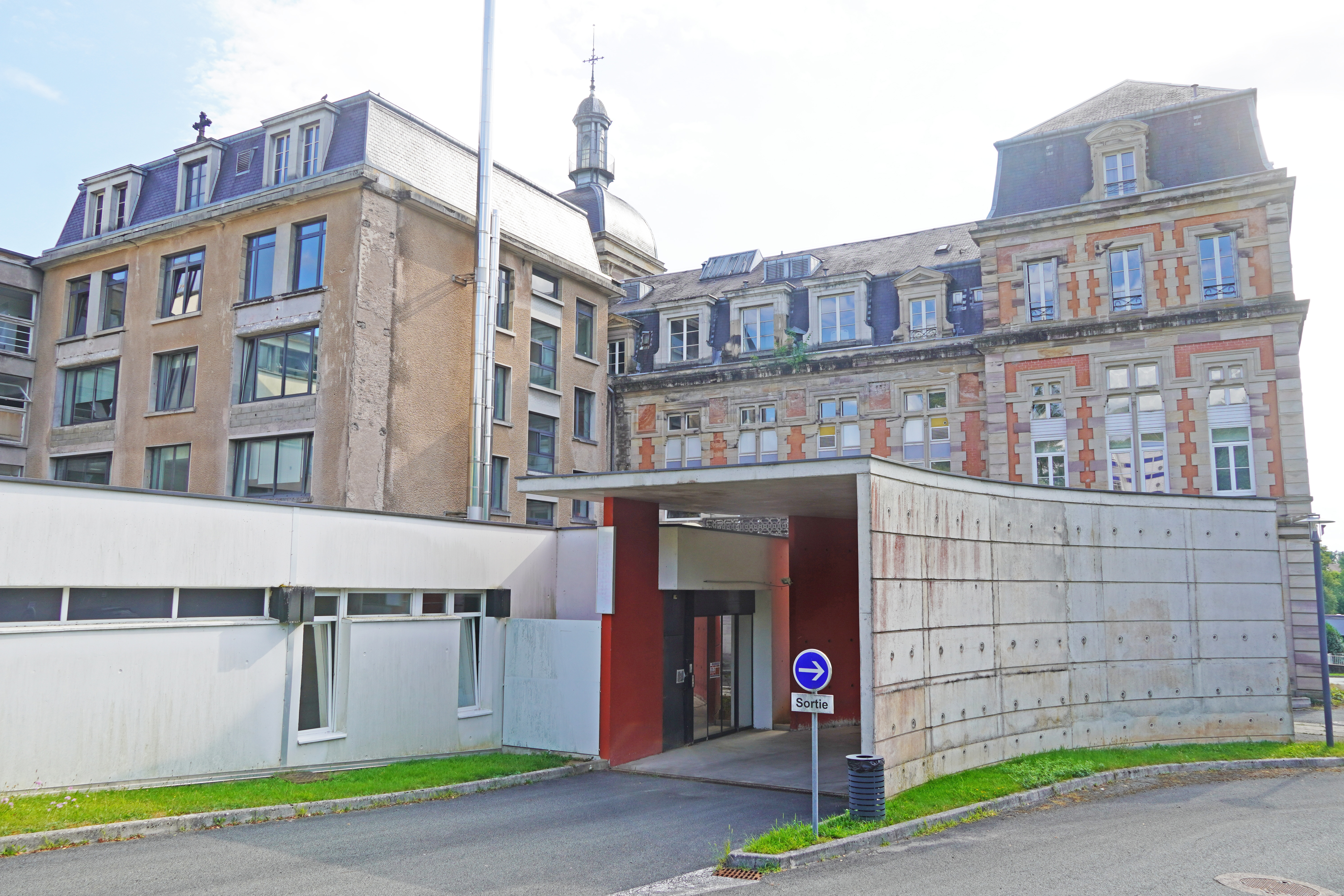
L'accès aux urgences.